# Sedum holopetalum
Sedum holopetalum är en fetbladsväxtart som beskrevs av Fröderstr.. Sedum holopetalum ingår i Fetknoppssläktet som ingår i familjen fetbladsväxter. Inga underarter finns listade i Catalogue of Life.